# 숭현서원지
숭현서원지(崇賢書院址)는 대전광역시 유성구 원촌동에 있는 조선시대의 서원지이다. 1992년 7월 22일 대전광역시의 기념물 제27호로 지정되었다.

## 개요
숭현서원은 정광필·김정·송인수의 학문과 덕행을 추모하기 위해 세운 서원이다.
정광필(1462년 ∼ 1538년)은 조선 전기 문신으로 우의정과 좌의정을 거쳐 영의정을 역임한 분이다. 김정은 조선 전기 문신이며 학자로 이조참판, 대사헌 등을 거쳐 형조판서를 역임하였다. 시문에도 능하였고 조광조와 함께 사림파의 대표적인 인물로 알려져 있다. 송인수는 조선 중기 문신으로 사헌부 대사헌과 관찰사 등을 역임하였고 성리학을 보급하기에 힘썼다.
16세기 후반에 세운 것으로 추정하는 이 서원은 1592년 나라에서 인정한 사액서원으로 ‘숭현’이라는 이름을 받았다. 숭현서원은 본래 회덕현 외남면 용두리(현재 대전시 목동)에 있었으며 처음 이름은 삼현서원이었다. 임진왜란으로 소실되었다가 광해군 1년(1609)에 지금의 장소로 옮겨 복원되었고 후에 김장생·송준길·송시열 등을 추가로 모시게 되었다. 인조 19년(1641)에 이시직과 송시영을 추가로 모시게 되었는데 서원 안에 별도의 건물을 마련하였다.
흥선대원군의 서원철폐령으로 고종 8년(1871)에 폐쇄된 후 복원하지 못하고 현종 8년(1667)에 세운 비석만 남아 있다. 1994년 발굴 조사한 결과 위패를 모시는 사당과 교육 장소인 강당, 이시직과 송시영의 위패를 모시던 별사 등의 건물 터를 확인하였다.

## 참고 자료
- 숭현서원지 - 국가유산청 국가유산포털